# Puriton
Puriton is een civil parish in het bestuurlijke gebied Sedgemoor, in het Engelse graafschap Somerset met 1968 inwoners.